# Карвалю (рід)

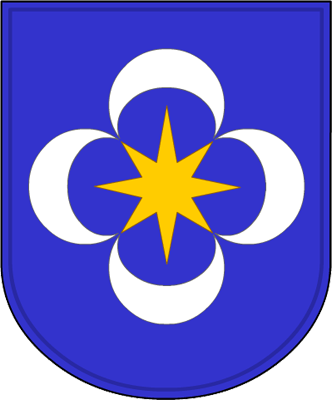
Герб Карвалю

Карва́лю (порт. Carvalho, МФА: [kaɾ.ˈva.ʎu]) — португальський шляхетний рід. Походить із місцевості Мордагу-де-Карвалю в районі Коїмбри. Перша згадка — 1131 рік, документ про пожертви представників роду католицькому Лорванському монастирю. Походить від Бартоломеу Домінгеша де Карвалю. Його син Фернан Гоміш де Карвалю служив офіцером у війську короля Дініша. Один із синів Фернана, Жіл Фернандеш де Карвалюю, став лицарем Ордену Сантьяго в Іспанії. Найвідоміший представник роду — помбальський маркіз Себаштіан де Карвалю, керманич Португалії в 1750—1777 роках. Герб родини — синій щит із золотою 8-кутною зіркою, оточенню 4 срібними півмісяцями, що обернені до зірки

## Представники
- Себаштіан де Карвалю (1699—1782) — керівник португальського уряду, державний секретар.